# 田辺為三郎
田辺 為三郎（田邊 爲三郎、たなべ ためさぶろう、1864年12月31日（元治元年12月3日）- 1931年（昭和6年）4月18日）は、明治から昭和初期の実業家・政治家・漢詩人。衆議院議員。名・華、字・秋穀、号・碧堂。

## 経歴
備中国浅口郡長尾村（岡山県浅口郡長尾村、長尾町、玉島市を経て現倉敷市玉島長尾）で、庄屋・田辺新三の三男として生まれた。7歳で父を失い、母に養育され虚弱のため学校に通わず、独学で漢学、外国語学、政治経済学などを修めた。1879年（明治12年）3月、家督を相続した。
1888年（明治21年）玉島紡績会社に入社し、1896年（明治29年）同社取締役に就任。1890年（明治23年）児島郡味野村（現:倉敷市児島味野）の野﨑家の理事となり、当主野崎武吉郎の貴族院多額納税者議員としての活動を支え、同家の塩業事業の発展に寄与した。
1898年（明治31年）3月の第5回衆議院議員総選挙（岡山県第4区、進歩党）で当選し、同年8月の第6回総選挙（岡山県第4区、憲政本党）でも再選され、衆議院議員に連続2期在任した。
また、野﨑家の貸費生出身の白岩龍平を補佐し、1899年（明治32年）清国で大東汽船会社を設立し、1903年（明治36年）湖南汽船会社も創立。1907年（明治40年）清国内で航路を運航する日本企業4社が合併し日清汽船 (株) が設立すると監査役に就任した。
漢詩を国分青崖に師事。大正になると政財界を引退し、勝島仙波らと詩社・詠社を結成し、大東文化学院教授なども務めた。墓所は多磨霊園。